# Ravšan Irmatov
Ravšan Saifidunovič Irmatov (uzbečki: Ravšan Ermatov, Равшан Сайфиддинович Ирматов; Taškent, 9. kolovoza 1977.) je uzbekistanski nogometni sudac, trenutno najbolji sudac cijele Azije. FIFA-in sudac je od 2003. godine, a 2010. sudjeluje i na Svjetskom prvenstvu u Južnoafričkoj Republici, a sudio je i na FIFA-inom U-20 svjetskom prvenstvu 2007. godine. Nakon što je 2008. i 2009. odlikovan za najboljeg suca Azije, sudio je i na FIFA-inom klupskom svjetskom prvenstvu 2008. godine. 
Na Svjetskom prvenstvu 2010. godine sudio je na otvaranju prvenstva između Južnoafričke Republike i Meksika, te je tako, s 32 godine, postao najmlađi sudac koji je sudio na otvaranju još od 1934. godine. 